# Véralipride
 (octobre 2013).
Si vous disposez d'ouvrages ou d'articles de référence ou si vous connaissez des sites web de qualité traitant du thème abordé ici, merci de compléter l'article en donnant les références utiles à sa vérifiabilité et en les liant à la section « Notes et références ».

Véralipride

Le véralipride (Agréal, Agradil) est un médicament antipsychotique de la famille des benzamides indiqué dans le traitement de symptômes vasomoteurs (bouffées de chaleur) associés à la ménopause. Il a d'abord été autorisé pour une utilisation en 1979. Le véralipride n'a jamais obtenu l'approbation aux États-Unis.
En septembre 2006, il a été retiré du marché espagnol. En conséquence, la Commission européenne a renvoyé l'affaire à l'Agence européenne des médicaments (EMA).
En juillet 2007, l'EMA a recommandé le retrait des autorisations de mise sur le marché de l’ensemble de cette classe de médicament .